# 委内瑞拉全国代表大会
委内瑞拉玻利瓦尔共和国全国代表大会（西班牙語：Asamblea Nacional de la República Bolivariana de Venezuela）是委内瑞拉的一院制立法机关，目前由167席组成，任期五年。议员根据多种选举方式产生。

## 历史
1999年，委內瑞拉總統乌戈·查韦斯通過公投修改憲法，把兩院制改為一院制，藉以解散由在野黨派控制的议会。
2000年，新的议会及總統選舉舉行，查韋斯領導的左翼執政黨第五共和國運動取得勝利，控制新的议会。
2015年，執政的委内瑞拉统一社会主义党於選舉后在议会中居于少数，奉行大帐篷路線及反查韦斯主义的民主团结圆桌会议成为在议会中最大的政党聯盟。
2020年，民主团结圆桌会议質疑選舉的公正性而決定拒絕參選作為抵制，同年底委内瑞拉统一社会主义党取得絕對優勢的席次單獨過半。